# Temporada del 2019 de pilota valenciana
La temporada del 2019 de pilota valenciana incorporà canvis notables en l'àmbit professional: les lligues d'escala i de raspall es desdoblaren en sengles categories segons el rendiment dels figures, els quals a més reduïren la seua participació en les partides del dia per a concentrar-se en les competicions oficials; a més, la disputa de les copes Diputació s'ajornà a l'octubre i la dels trofeus individuals tornà a jugar-se abans de l'estiu, durant el qual l'activitat dels pilotaris professionals es rebaixà al mínim, la qual cosa facilità que pogueren descansar més o agarrar-se vacances.
A l'abril s'estrenà un nou campionat mixt, el Trofeu Fundació, que substituí als patrocinats Savipecho, Mas y Mas i la Fundació José Luis López, amb la incorporació de Baleària.

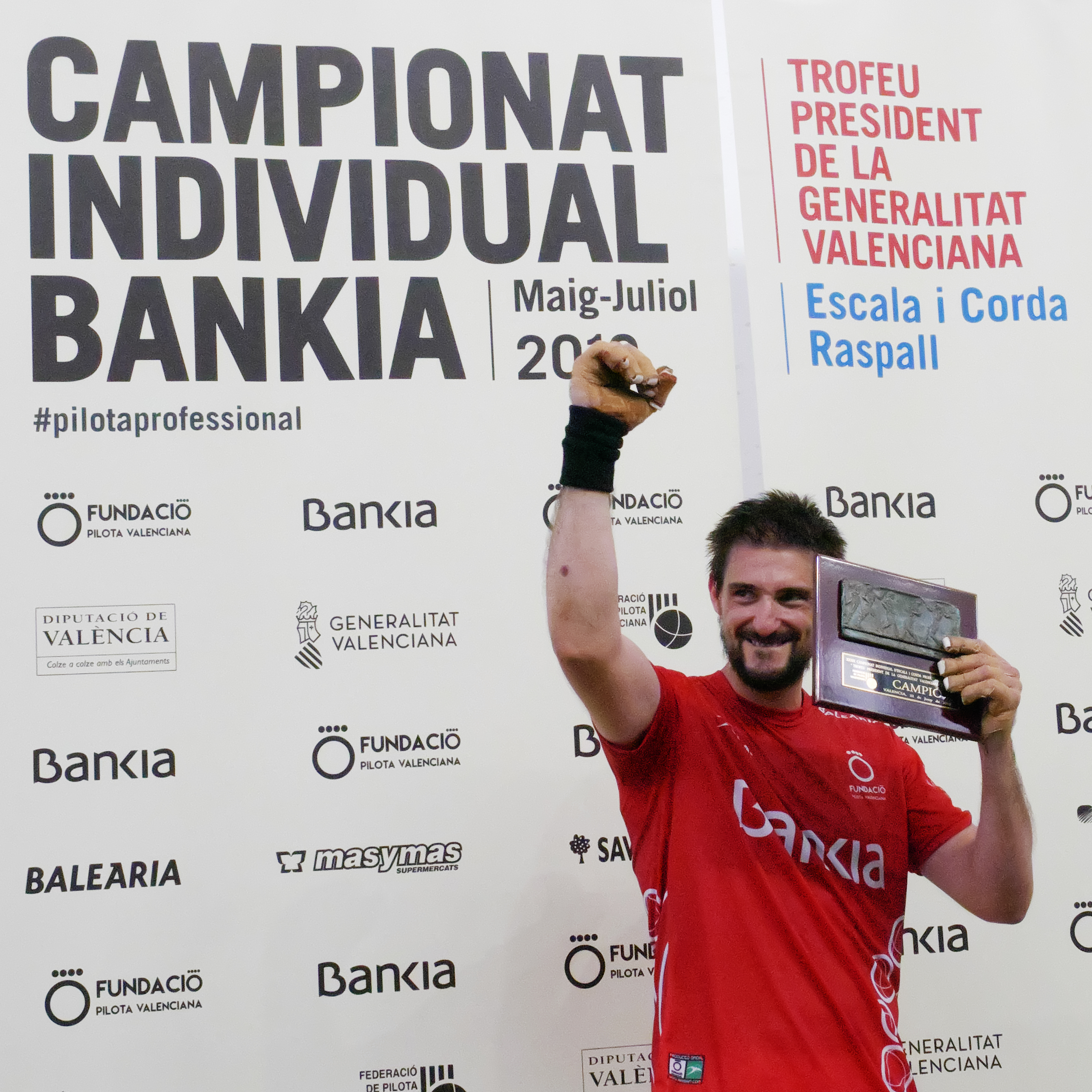
Soro III, campió individual d'escala

- 1 de gener: el portal PilotaViu deixà d'actualitzar-se.[3]
- 22 d'agost: el trinquet d'Alginet obrí de manera excepcional per al trofeu de festes.[4]
- 18 de setembre: la Federació atorgà els seus guardons a Moltó, Seve, Félix, De la Vega, Victòria, Montesa i À Punt, entre més.[5]
- 9 d'octubre: Malonda II rebé una medalla al mèrit esportiu i Genovés I la Distinció de la Generalitat Valenciana.[6]

## Campionats i trofeus
| Fi.   | Competició                          | Mod.    | Guanyadors                                                   | Finalistes                                                      |
| ----- | ----------------------------------- | ------- | ------------------------------------------------------------ | --------------------------------------------------------------- |
| 06/22 | XXXIV Individual masculí            | escala  | Soro III                                                     | Genovés II                                                      |
| 06/30 | XXXIII Individual masculí           | raspall | Moltó                                                        | Marrahí                                                         |
| 04/07 | XXVIII Lliga professional masculina | escala  | De la Vega, Félix i Nacho                                    | Pere Roc II, Santi i Monrabal                                   |
| 04/14 | XXVII Lliga professional masculina  | raspall | Sergio, Seve i Ricardet                                      | Moltó, Josep i Lorja                                            |
| 11/10 | XII Copa Diputació/Caixa Popular    | escala  | Puchol II i Tomàs II                                         | De la Vega i Jesús                                              |
| 11/03 | V Copa Diputació/Caixa Popular      | raspall | Pablo i Tonet IV                                             | Vercher i Brisca                                                |
| 04/17 | Lliga 2                             | raspall | Punxa i Lorja                                                | Badenes i Ricardet                                              |
| 04/19 | Lliga 2                             | escala  | Fageca i Tomàs II                                            | José Salvador i Nacho                                           |
| 05/26 | I Trofeu Fundació                   | escala  | Puchol II, Pere i Jesús                                      | Genovés II, Félix i Monrabal                                    |
| 12/15 | I Trofeu Mestres-Juegging           | raspall | Moltó, Canari i Raul                                         | Pablo, Tonet IV i Ricardet                                      |
| 12/21 | I Trofeu Mestres-Juegging           | escala  | Puchol II, Santi i Monrabal                                  | Genovés II, Jesús i Tomàs                                       |
| 05/26 | I Trofeu Fundació                   | raspall | Moltó, Seve i Ricardet                                       | Sergio, Tonet IV i Lorja                                        |
| 11/09 | I Copa 2 Caixa Popular              | raspall | Ximo i Ibiza                                                 | Iván i Gabi                                                     |
| 11/24 | I Copa 2 Caixa Popular              | escala  | José Salvador i Álvaro                                       | Pablo de Sella, Bueno i Guillermo                               |
| 07/23 | XXX Trofeu Tio Pena                 | escala  | De la Vega i Javi                                            | Puchol II i Salva                                               |
| 07/27 | III Trofeu Ciutat de Torrent        | escala  | Puchol II, Raül i Carlos                                     | Francés, Félix i Monrabal                                       |
| 08/17 | I Trofeu La Pobla de Vallbona       | escala  | Puchol II i Félix                                            | De la Vega, Javi i Álvaro                                       |
| 08/19 | XI Trofeu Diputació de Castelló     | escala  | Marc i Félix                                                 | Soro III i Nacho                                                |
| 09/07 | XIV Trofeu Diputació de València    | frontó  | De la Vega i Adrián Celda                                    | Pere Roc II i Alejandro                                         |
| 08/24 | Trofeu Diputació d'Alacant          | escala  | Pere Roc II i Héctor                                         | Genovés II i Santi                                              |
| 12/14 | I Trofeu Jo Sóc                     | escala  | De la Vega, Santi i Monrabal                                 | Marc, Nacho i Bueno                                             |
| 12/08 | I Torneig Mancomunitats             | raspall | Marrahí, Canari i Ibiza                                      | Vercher, Sanchis i Lorja                                        |
| 12/29 | XXX Memorial Vicente Pérez Devesa   | escala  | Francés i Santi                                              | José Salvador i Félix                                           |
| 06/15 | II Lliga Elit Bankia femenina       | raspall | Mar, Victòria i Aida (Bicorb A)                              | Noèlia i Anna (Beniparrell)                                     |
| 10/20 | Individual d'Elit Bankia femení     | raspall | Victòria de València                                         | Mar de Bicorb                                                   |
| 05/01 | Individual sub-23                   | raspall | Ximo Boronat (CPV Cast. de Rugat)                            | Rafa Pla (CPV Alzira)                                           |
| 05/08 | XII Individual sub-23               | escala  | Jesús (CPV Baronia)                                          | Carlos (CPV Massalfassar)                                       |
| 06/25 | VIII Individual adaptat             | raspall | Julio d'Oliva                                                | Carlos d'Alaquàs                                                |
| 06/29 | Trofeu Diputació de Castelló        | frare   | CPV Castelló (aleví) CPV Almassora A (benjamí)               | CPV Almassora (aleví) CPV Castelló (benjamí)                    |
| 06/29 | Trofeu Diputació de Castelló        | frare   | CPV Onda A (cadet) CPV Onda B (cadet)                        | CPV Vila-real B (infantil) CPV Vila-real A (infantil)           |
| 07/13 | 44é Trofeu El Corte Inglés          | galotxa | Ovocity Marquesat (2a) Caixa Popular Foios C (4a A)          | Meliana C (2a) Borbotó B (4a A)                                 |
| 08/27 | XXX Lliga a Perxa                   | ratlles | Benimagrell                                                  | Castell de Castells                                             |
| 09/22 | Supercopa                           | galotxa | Ovocity Marquesat (absoluta) Mobles Guillem Faura (juvenils) | Lanzadera Montserrat (absoluta) Lanzadera Montserrat (juvenils) |
| 10/06 | V Lliga Promeses Caixa Popular      | escala  | Carlos, Guillem i Óscar                                      | Vicent, Cuadrat i Juan Carlos                                   |

Morts
- 9 de març Ferrer II

| N.   | Esp.    | Figura        | Origen          | P.     | Campionats | Subcampionats |
| ---- | ------- | ------------- | --------------- | ------ | ---------- | ------------- |
| 1991 | escala  | Puchol II     | vinalesí        | rest   | 5          | 1             |
| 1998 | escala  | De la Vega    | almussafenc     | rest   | 4          | 2             |
| 1979 | escala  | Félix         | denier          | mitger | 3          | 3             |
| 1985 | escala  | Santi         | finestratí      | mitger | 3          | 2             |
| 1990 | escala  | Monrabal      | vilamarxanter   | punter | 2          | 3             |
| 1992 | raspall | Moltó         | barxetà         | rest   | 3          | 1             |
| 1994 | raspall | Ricardet      | genovesí        | punter | 2          | 2             |
| 1981 | escala  | Genovés II    | genovesí        | rest   | 1          | 3             |
| 1998 | escala  | José Salvador | quarter         | rest   | 1          | 3             |
| 1999 | raspall | Lorja         | alzireny        | mitger | 1          | 3             |
| 1989 | escala  | Nacho         | beniparrellí    | punter | 1          | 3             |
| 1989 | escala  | Tomàs II      | xaloner         | mitger | 2          | 1             |
| 1993 | escala  | Pere Roc II   | benidormer      | rest   | 1          | 2             |
| 1985 | escala  | Jesús         | siller          | mitger | 1          | 2             |
| 1998 | raspall | Tonet IV      | castelloner     | mitger | 1          | 2             |
| 1999 | raspall | Seve          | castelloner     | mitger | 2          |               |
| 2001 | raspall | Victòria      | valentina       | rest   | 2          |               |
| 1984 | escala  | Javi          | massalfassí     | mitger | 1          | 1             |
| 1984 | escala  | Soro III      | massamagrellenc | rest   | 1          | 1             |
| 1990 | raspall | Sergio        | genovesí        | rest   | 1          | 1             |
| 1998 | escala  | Álvaro        | massalfassí     | mitger | 1          | 1             |